# Григорије Јовановић
Григорије Глиша Јовановић (Сремски Карловци, 1816 — Сремски Карловци, 6. фебруар 1859) био је српски професор.

## Биографија

### Породица
Отац Гаврило био је угледни карловачки грађанин, имао је два сина и четири кћери.

### Образовање
Гимназију и богословију похађао је у Карловцима. Студије је започео у Пешти. Потом прелази у Пожун, где је годину дана слушао филозофију (1836/37). Високо образовање окончао је у Кечкемету, где је завршио право.

### Карловачка гимназија
Пошто је положио конкурсни испит у конзисторији примљен је 1843. за професора гимназије у Карловцима, и ту је провео цео радни век. Предавао је словенски и немачки језик и природне науке. Добро је познавао и латински. Изабран је за првог професора српског језика у гимназији, пошто је 1847. издвојен као посебан предмет. Будући да није било уџбеника саставио је скрипте које су и после његове смрти употребљаване као уџбеници.  
Као угледни грађанин представљао је Сремскокарловачку архидијецезу на Мајској скупштини 1848. и учествовао у проглашењу архиепископа и митрополита Јосифа Рајачића за патријарха, као и у проглашењу Српског војводства.

## Смрт
Умро је од богиња убрзо након смрти брата Марка. Са супругом Христином (рођ. Симеоновић) није имао деце. Карловачкој гимназији приложио је 70 форинти сребра.